# Child’s Ercall
Child’s Ercall – wieś w Anglii, w hrabstwie Shropshire. Leży 22 km na północny wschód od miasta Shrewsbury i 218 km na północny zachód od Londynu.